# Matjaž Klemenčič
Matjaž Klemenčič (vzdevek Klemba), slovenski zgodovinar, univerzitetni profesor in publicist, * 13. september 1955, Ljubljana.

## Življenjepis
Klemenčič je leta 1979 diplomiral na ljubljanski Filozofski fakulteti in prav tam 1983 tudi doktoriral. Izpopolnjeval se je v Nemčiji (1985) in ZDA (1980, 1988/1989). Leta 1983 se je zaposlil v Mariboru na Pedagoški fakulteti kjer je postal 1998 redni profesor. Od 2000 pa je tudi znanstveni svetnik Inštituta za narodnostna vprašanja v Ljubljani.

## Delo
Dr. Klemenčič raziskuje zgodovino slovenskih izseljencev v ZDA (Ameriški Slovenci v ZDA in NOB v Jugoslaviji, 1987) in njihov odnos do stare domovine, predvsem pa zgodovino tamkajšnjih slovenskih naselbin (Slovenes of Cleveland, 1995; Jurij Trunk med Koroško in Združenimi državami Amerike ter zgodovina slovenskih naselbin v Leadvillu, Koloradu in v San Franciscu, Kalifornija, 1999). Proučuje pa tudi germanizacijske procese na Štajerskem. Objavil je več samostojnih publikacij in preko 100 znanstvenih in strokovnih člankov.